# Super League 2022/2023 (damvolleyboll, England)
Super League 2022/2023, var den 44:e upplagan av tävlingen, som utser de engelska mästarna i volleyboll. Serien utspelade sig mellan 1 oktober 2022 och 2 april 2023. I turneringen deltog tio lag från Volleyball Englands medlemsföreningar. Durham Palatinates vann serien och blev engelska mästare för andra gången i rad och fjärde gången totalt.

## Deltagande lag
| Klubb                    | Stad       | Föregående säsong            |
| ------------------------ | ---------- | ---------------------------- |
| Cambridge ARU            | Cambridge  | 6:a i Super League 2021/2022 |
| Darkstar Derbyshire      | Derby      | 8:a i Super League 2021/2022 |
| Durham Palatinates       | Durham     | Engelska mästare             |
| Essex Rebels             | Colchester | 5:a i Super League 2021/2022 |
| Leeds Gorse VC           | Leeds      | 5:a i Division 1 2021/2022   |
| London Inter Crocs       | London     | 9:a i Super League 2021/2022 |
| London Inter Orcas       | London     | 4:a i Super League 2021/2022 |
| Malory Eagles VC         | London     | 3:a i Super League 2021/2022 |
| Polonia London           | London     | 2:a i Super League 2021/2022 |
| University of Nottingham | Nottingham | 7:a i Super League 2021/2022 |

## Serien[4]
| Pos. | Lag                      | P  | G  | V  | F  | VS | FS | Kvot  | VP    | FP    | Kvot  |
| ---- | ------------------------ | -- | -- | -- | -- | -- | -- | ----- | ----- | ----- | ----- |
| 1.   | Durham Palatinates       | 52 | 18 | 17 | 1  | 53 | 5  | 10,6  | 1 425 | 869   | 1,640 |
| 2.   | Polonia London           | 47 | 18 | 16 | 2  | 51 | 11 | 4,636 | 1 477 | 1 103 | 1,336 |
| 3.   | Malory Eagles VC         | 39 | 18 | 13 | 5  | 43 | 23 | 1,870 | 1 553 | 1 366 | 1,137 |
| 4.   | Essex Rebels             | 29 | 18 | 10 | 8  | 37 | 32 | 1,156 | 1 434 | 1 482 | 0,968 |
| 5.   | Cambridge ARU            | 29 | 18 | 10 | 8  | 33 | 32 | 1,031 | 1 422 | 1 466 | 0,970 |
| 6.   | London Inter Orcas       | 21 | 18 | 7  | 11 | 27 | 40 | 0,675 | 1 328 | 1 444 | 0,920 |
| 7.   | Leeds Gorse VC           | 17 | 18 | 6  | 12 | 22 | 41 | 0,537 | 1 261 | 1 437 | 0,878 |
| 8.   | Darkstar Derbyshire      | 16 | 18 | 4  | 14 | 23 | 43 | 0,535 | 1 326 | 1 511 | 0,878 |
| 9.   | University of Nottingham | 12 | 18 | 5  | 13 | 20 | 46 | 0,435 | 1 308 | 1 507 | 0,868 |
| 10.  | London Inter Crocs       | 7  | 18 | 2  | 16 | 14 | 50 | 0,28  | 1,159 | 1 505 | 0,770 |

      Engelska mästare
      Vidare till kval
      Nedflyttade till Division 1

## Kval[5]
London Lionhearts (från division 1) vann över University of Nottingham med 3-1 (25-21, 19-25, 25-22, 25-22) och kvalificerade sig därigenom för spel i Super League följande säsong, medan University of Nottingham degraderas till division 1.